# Ogniskowa dysplazja korowa
'Ogniskowa dysplazja korowa (ang. focal cortical dysplasia, FCD)' – wada w budowie tkanki nerwowej i dojrzewania komórek w obrębie kory mózgowej, nie jest to zmiana nowotworowa. Powstaje w wyniku zaburzenia migracji i różnicowania komórek mózgowych. Zarówno czynniki genetyczne, jak i pozagenetyczne biorą udział w jej powstaniu, dokładna etiologia nie została jednak poznana. Przypuszcza się, że mutacje w genie „TSC1” mogą mieć udział w powstaniu FCD.
Wszystkie formy ogniskowej dysplazji korowej objawiają się zaburzeniami w budowie kory mózgowej. Typy 2 i 3 dodatkowo cechuje się zburzeniami w budowie neuronów – dysmorfią i występowaniem tzw. „balloon cells”, które wykazują cechy zarówno komórek glejowych, jak i nerwowych. Uważa się, że nieprawidłowości na poziome neuronalnym stanowią główny powód występowania padaczki w FCD.
Jest najczęstszym powodem negatywnej odpowiedzi na leczenie padaczki u pacjentów pediatrycznych, oraz jednym z głównych powodów nie kontrolowania padaczki u dorosłych.
Metody używane w diagnostyce FCD to: rezonans magnetyczny, pozytonowa emisyjna tomografia komputerowa i magnetoencefalografia.
Zmiany te są przeważnie obserwowane w płacie skroniowym.

## Klasyfikacja
| 1A | zaburzone promienne uwarstwienie kory mózgowej                                                         |
| 1B | zaburzone 6-warstwowe uwarstwienie kory mózgowej                                                       |
| 1C | zaburzone promienne i 6-warstwowe uwarstwienie kory mózgowej                                           |
| 2A | występowanie dysmorficznych neuronów                                                                   |
| 2B | występowanie dysmorficznych neuronów i tzw. „ballon cells”                                             |
| 3A | zaburzenie w architekturze kory mózgowej z zanikiem hipokampu                                          |
| 3B | zaburzenie w architekturze kory mózgowej przylegające do glejaka lub glejakonerwiaka                   |
| 3C | zaburzenie w architekturze kory mózgowej przylegające do zmiany naczyniowej                            |
| 3D | zaburzenie w architekturze kory mózgowej przylegającej do zmiany nabytej podczas wczesnego dzieciństwa |

## Objawy
Ogniskowa dysplazja korowa wiąże się z epilepsią, najczęściej lekooporną. Typ FCD1 – pierwsze objawy zazwyczaj w późniejszym wieku i o słabszym nasileniu, w pozostałych typach napady mogą już wystąpić w wieku niemowlęcym. Jeśli pierwszy napad nastąpił przed 5 rokiem życia to istnieje zwiększone prawdopodobieństwo wystąpienia opóźnienia umysłowego.

## Leczenie
Nie istnieje obecnie specyficzne leczenie ogniskowej dysplazji korowej, leczenie jest objawowe, sprowadza się do redukcji napadów padaczkowych. Jeśli leczenie farmakologiczne nie jest skuteczne to preferowaną metodą leczenia jest resekcja patologicznej tkanki lub przecięcie nerwów przez które napad się rozprzestrzeniają. Zabiegi chirurgiczne w FCD często przynoszą pozytywne rezultaty nawet z całkowitą remisją napadów.